# Demathieu Bard
Demathieu Bard ist einer der größten französischen Baukonzerne mit Sitz im lothringischen Montigny-lès-Metz.  3500 Mitarbeiter erwirtschaften einen weltweiten Umsatz von 1,5 Milliarden Euro.

## Aktivitäten in Deutschland
Das deutsche Tochterunternehmen d&b Bau GmbH mit 40 Mitarbeitern hat seinen Sitz in Neustadt an der Weinstraße. Niederlassungen gibt es in Neu-Isenburg und Essen. 2018 lag der Umsatz in Deutschland bei 65 Millionen Euro. d&b Bau ist hauptsächlich in Rheinland-Pfalz, Baden-Württemberg, Hessen und Nordrhein-Westfalen aktiv.